# Jack O. Bennett
Jack Olen Bennett (* 19. Dezember 1914 in Ebensburg, Pennsylvania; † 26. August 2001 in Berlin) war ein US-amerikanischer Zivilpilot und Erfinder, der vor allem durch seine aktive Teilnahme an der Berliner Luftbrücke in Deutschland bekannt geworden ist.

## Leben
Der flugbegeisterte Bennett lernte im Alter von 14 Jahren fliegen und studierte später am Massachusetts Institute of Technology Flugzeugbau. 1937 ermöglichte ihm ein Rockefeller-Stipendium ein Studienjahr an der Technischen Hochschule Berlin; bei diesem Aufenthalt hatte er auch Gelegenheit, eine Messerschmitt zu fliegen. Über Brunhild, die Tochter eines hochrangigen Nazioffiziers, wurde er mit Hermann Göring bekanntgemacht und in der Folgezeit zu einer bekannten Figur in den sozialen und politischen Zirkeln der Stadt.
1948 war Captain Bennett Leiter der Frankfurter Niederlassung der American Overseas Airlines, die später in der PanAm aufging. Am 23. Juni 1948 wurde er von General Lucius D. Clay dazu aufgefordert, eine mit Kartoffeln beladene Maschine von Frankfurt nach Berlin zu fliegen. Dieser Flug erfolgte am Abend desselben Tages; Bennett landete die DC 4 um 22.09 Uhr auf dem Flughafen Berlin-Tempelhof. Damit hatte die Berliner Luftbrücke begonnen. Insgesamt absolvierte Bennett im Verlauf der Luftbrücke über 650 Flüge und ist damit der Luftbrückenpilot mit den meisten Flügen. Bennett erhielt 1964 das Bundesverdienstkreuz I. Klasse.
Bennett erwarb noch während der Luftbrücke ein Grundstück in Berlin-Grunewald. Nach dem Ende der Luftbrücke flog Bennett für die PanAm bis zu seiner Pensionierung 1974 vor allem zwischen Frankfurt und Berlin, überwiegend auf den Flugzeugtypen Douglas DC-4 und später Boeing 727. Bis zu seinem Tod 2001 lebte er mit seiner Frau in seiner Villa in Grunewald.
Der Tagesspiegel schrieb in seinem Nachruf über den Piloten, dessen Name auf keiner Gästeliste der West-Berliner Gesellschaft fehlen [...] durfte: Jack O. Bennett war der erste Pilot der Luftbrücke, und der Einzige, der sein Leben lang in Berlin blieb. Für die West-Berliner war Bennett ein wandelndes Denkmal ihrer eigenen Geschichte.

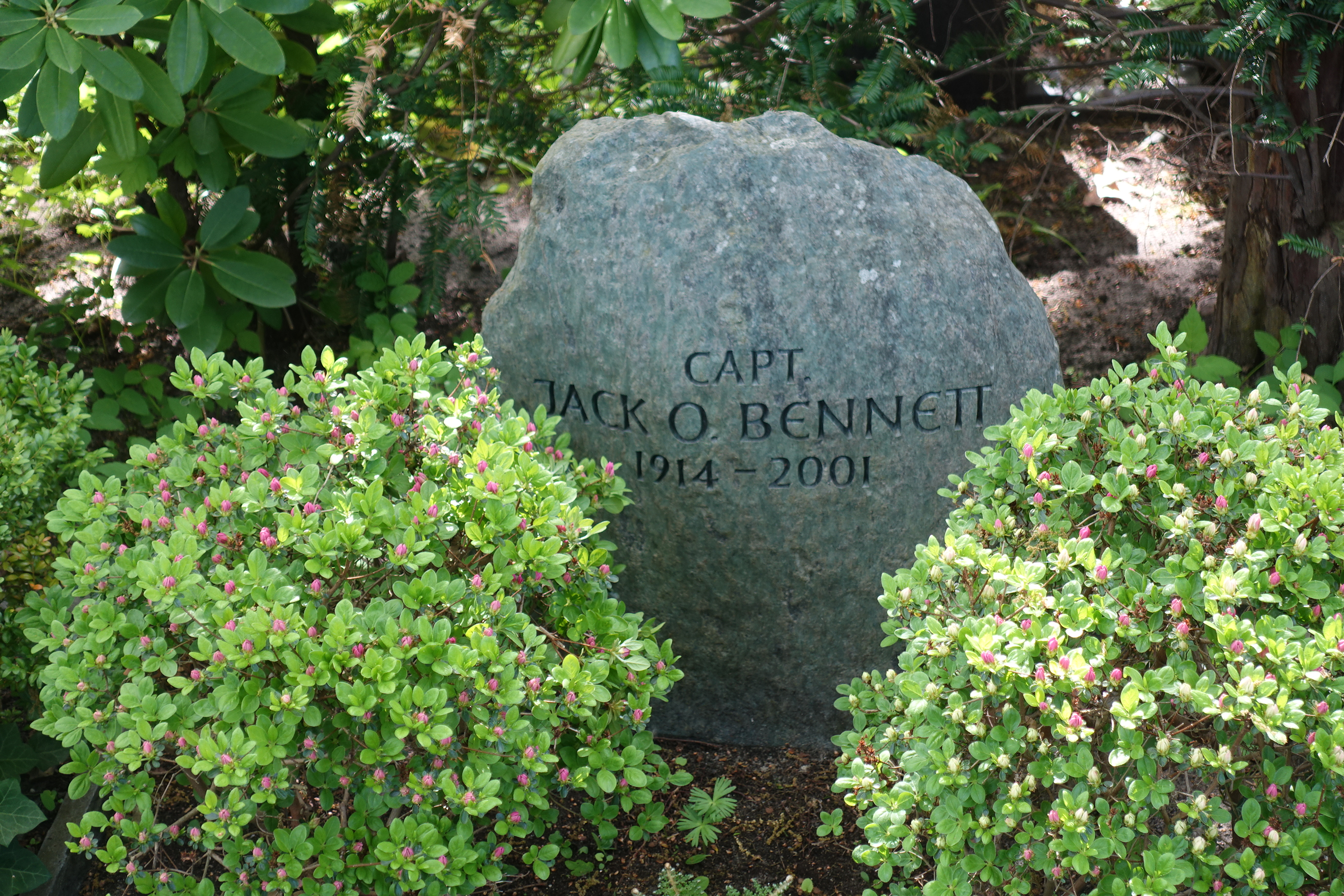
Grabstein

Jack Olen Bennett liegt auf dem Friedhof Grunewald im Berliner Bezirk Charlottenburg-Wilmersdorf begraben.